# Monga-Nationalpark
Der Monga-Nationalpark ist ein Nationalpark im Südosten des australischen Bundesstaates New South Wales, 230 Kilometer südlich von Sydney. Er schließt sich südlich an den Budawang-Nationalpark an, von dem er durch den Kings Highway getrennt ist, und nördlich an den Deua-Nationalpark, von dem er durch den Deua River getrennt ist. Die nächstgelegenen, größeren Städte sind Braidwood im Westen und Batemans Bay im Osten.
Der Park bietet sehenswerten Eukalyptushochwald und warm-gemäßigten Regenwald.

## Bilder

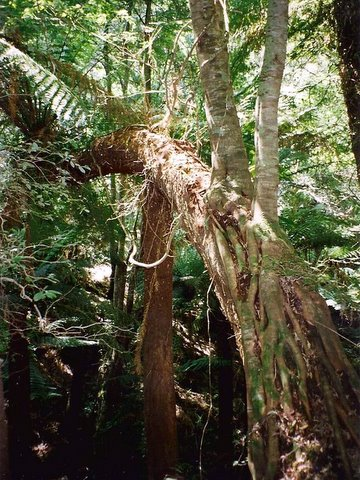
Pinkwood (Eucalyptus moorei) als Hemiphyte auf einem Soft Tree Fern (Dicksonia Antarctica) im Monga-Nationalpark
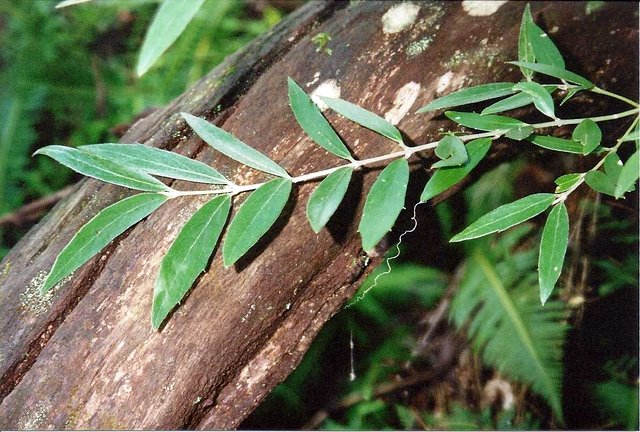
Southern Sassafras (Atherosperma) – in New South Wales eine seltene Pflanze – im Monga-Nationalpark
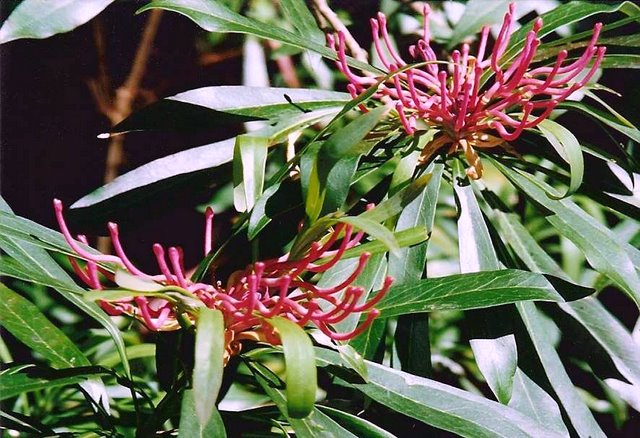
Monga Waratah (Telopea mongaensis) im Monga-Nationalpark
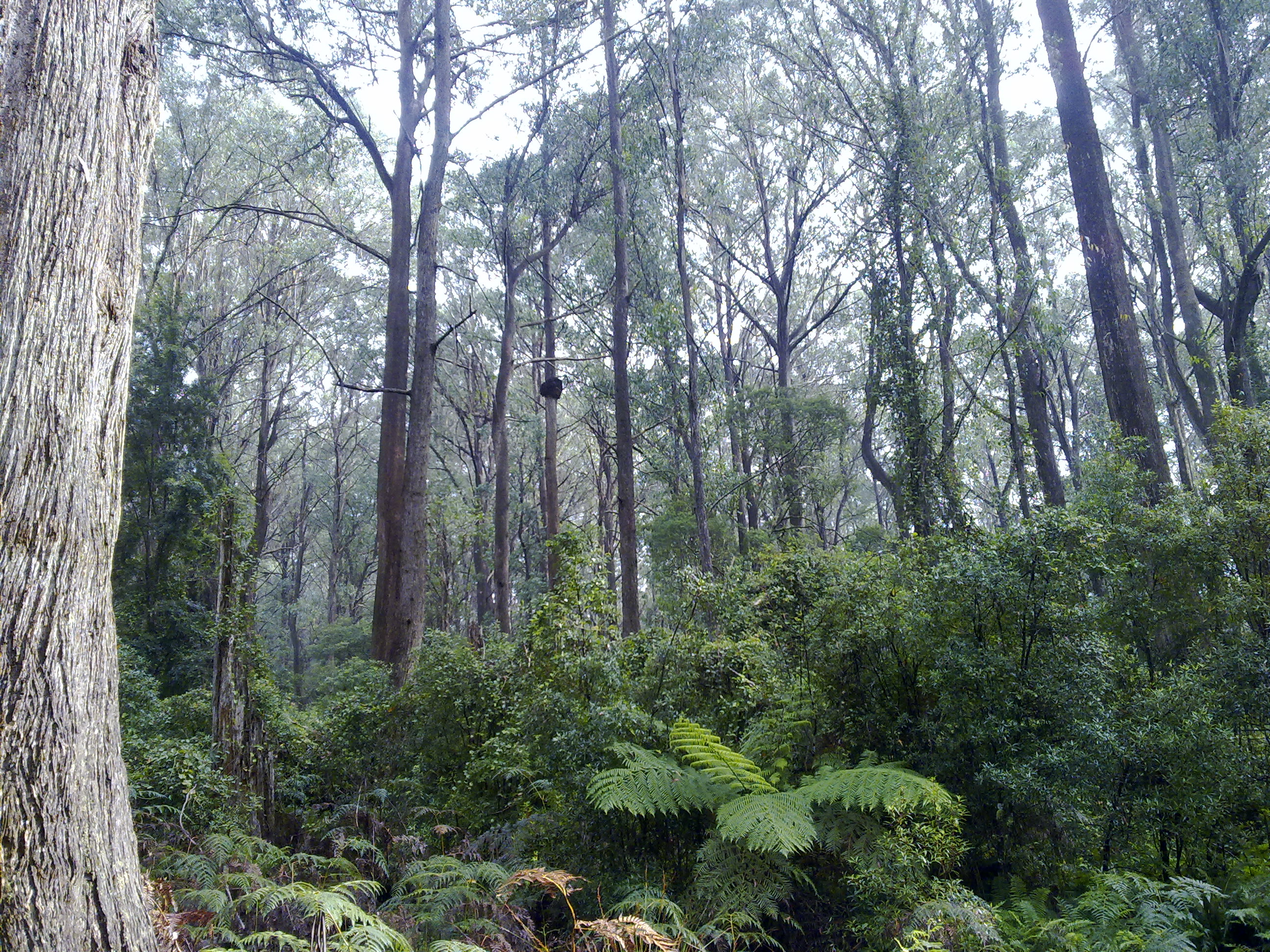
Eine Gruppe von Eukalyptusbäumen (Eucalyptus fastigata) im Monga-Nationalpark